# Contea di Pingyin
La contea di Pingyin (平阴县S, Píngyīn XiànP) è una contea della Cina, situata nella provincia dello Shandong e amministrata dalla prefettura di Jinan.